# تشارلز إغناطيوس وايت
تشارلز إغناطيوس وايت (بالإنجليزية: Charles Ignatius White)‏ هو كاهن كاثوليكي وصحفي ومؤرخ أمريكي، ولد في 1 فبراير 1807، وتوفي في 1 أبريل 1878.